# Уильямс, Стефани
Стефани Уильямс (англ. Stephanie Williams; род. в Ньюкасле) — австралийская балерина, танцовщица и член труппы Американского театра балета.

## Карьера
Начала изучать балетные танцы в возрасте 8 лет в Танцевальной академии танцев Мэри Уолтон-Махон Ньюкасла. Вступила в Австралийскую балетную школу и исполнила двойную партию Одетты и Одиллии в Лебедином озере во время своего выпусконого выступления в 2006 году. Позже присоединилась к Австралийскому балету и была повышена до корифеи. Выступила в качестве гостя на Morphoses/The Wheeldon Company в рамках Сиднейского фестиваля 2009 года.
В 2009 году выиграла премии Telstra Ballet Dancer Award and Telstra People’s Choice Award в качестве второй танцовщицы.
В 2011 году Уильямс присоединилась к Голландскому национальному балету.
В январе 2012 года вступила в Американский театр балета в качестве члена кордебалета.

## Избранный репертуар
- Одетта и Одилия в постановке Грэма Мэрфи Лебединое озеро, 2006[4]
- Выступление в постановке Кшиштофа Пастора Фантастическая симфония[7][8]
- Снегурочка в постановке Алексея Ратманского Жар-птица, мировая премьера 2012 года[3][9]

## Награды
- Золотая медаль 10 Тихоокеанского международного фестиваля в Токио, 2005 год[3][6]
- Премии Telstra Ballet Dancer Award и People’s Choice Award, 2009 год[4]